# Coupe de Polynésie

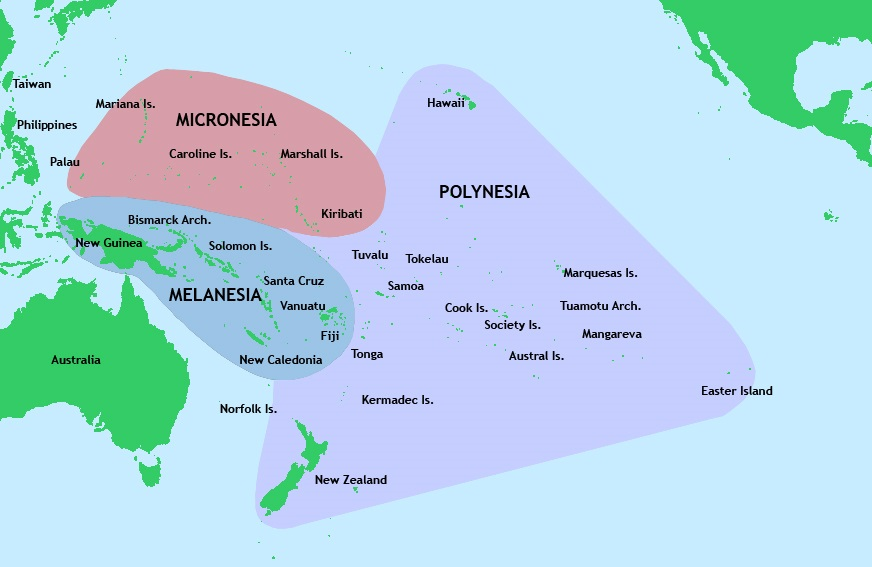
Pays participants

La Coupe de Polynésie était un tournoi de football pour les nations de Polynésie organisé par la Confédération du football d'Océanie (OFC). Elle se déroulait en même temps que la Coupe de Mélanésie. Ces deux compétitions locales servaient de tournois qualificatifs pour la Coupe d'Océanie de football. La dernière édition s'est déroulée en 2000.
Disputé sur le terrain d'une des nations participantes, le tournoi se présentait sous la forme d'une poule unique où chaque équipe rencontre ses adversaires une fois.

## Nations participantes
- Samoa américaines
- Îles Cook (absente en 1994)
- Samoa
- Tahiti
- Tonga

## Palmarès
| Édition | Pays hôte | Vainqueur | Finaliste | 3e place | 4e place          |
| ------- | --------- | --------- | --------- | -------- | ----------------- |
| 1994    | Samoa     | Tahiti    | Tonga     | Samoa    | Samoa américaines |
| 1998    | Îles Cook | Tahiti    | Îles Cook | Samoa    | Tonga             |
| 2000    | Tahiti    | Tahiti    | Îles Cook | Samoa    | Tonga             |

## Résultats

### 1994
- Tournoi aux Samoa occidentales du 24 au 28 novembre 1994 :

|   | Équipe             | Pts | J | G | N | P | BP | BC | Diff |
| - | ------------------ | --- | - | - | - | - | -- | -- | ---- |
| 1 | Tahiti             | 9   | 3 | 3 | 0 | 0 | 10 | 1  | +9   |
| 2 | Tonga              | 4   | 3 | 1 | 1 | 1 | 4  | 4  | 0    |
| 3 | Samoa occidentales | 4   | 3 | 1 | 1 | 1 | 5  | 10 | -5   |
| 4 | Samoa américaines  | 0   | 3 | 0 | 0 | 3 | 3  | 7  | -4   |

| 24 novembre 1994 | Tahiti             | 1 | 0 | Tonga              |
|                  | Samoa occidentales | 3 | 1 | Samoa américaines  |
| 25 novembre 1994 | Tahiti             | 2 | 1 | Samoa américaines  |
|                  | Tonga              | 2 | 2 | Samoa occidentales |
| 28 novembre 1994 | Tahiti             | 7 | 0 | Samoa occidentales |
|                  | Tonga              | 2 | 1 | Samoa américaines  |

### 1998
- Tournoi à Rarotonga aux Îles Cook du 2 au 8 septembre 1998 :

|   | Équipe            | Pts | J | G | N | P | BP | BC | Diff |
| - | ----------------- | --- | - | - | - | - | -- | -- | ---- |
| 1 | Tahiti            | 12  | 4 | 4 | 0 | 0 | 27 | 1  | +26  |
| 2 | Îles Cook         | 7   | 4 | 2 | 1 | 1 | 8  | 11 | -3   |
| 3 | Samoa             | 6   | 4 | 2 | 0 | 2 | 8  | 7  | +1   |
| 4 | Tonga             | 4   | 4 | 1 | 1 | 2 | 5  | 9  | -4   |
| 5 | Samoa américaines | 0   | 4 | 0 | 0 | 4 | 3  | 23 | -20  |

| 2 septembre 1998 | Îles Cook | 2  | 1 | Samoa             |
|                  | Tonga     | 3  | 0 | Samoa américaines |
| 3 septembre 1998 | Tahiti    | 5  | 0 | Tonga             |
|                  | Îles Cook | 4  | 3 | Samoa américaines |
| 5 septembre 1998 | Tahiti    | 5  | 1 | Samoa             |
|                  | Îles Cook | 2  | 2 | Tonga             |
| 7 septembre 1998 | Samoa     | 2  | 0 | Tonga             |
|                  | Tahiti    | 12 | 0 | Samoa américaines |
| 8 septembre 1998 | Samoa     | 4  | 0 | Samoa américaines |
|                  | Tahiti    | 5  | 0 | Îles Cook         |

### 2000
- Tournoi à Papeete à Tahiti du 6 au 14 juin 2000 :

|   | Équipe            | Pts | J | G | N | P | BP | BC | Diff |
| - | ----------------- | --- | - | - | - | - | -- | -- | ---- |
| 1 | Tahiti            | 12  | 4 | 4 | 0 | 0 | 30 | 2  | +26  |
| 2 | Îles Cook         | 9   | 4 | 3 | 0 | 1 | 8  | 5  | +3   |
| 3 | Samoa             | 6   | 4 | 2 | 0 | 2 | 13 | 6  | +7   |
| 4 | Tonga             | 3   | 4 | 1 | 0 | 3 | 4  | 15 | -11  |
| 5 | Samoa américaines | 0   | 4 | 0 | 0 | 4 | 2  | 29 | -28  |

| 6 juin 2000  | Samoa     | 4  | 0 | Tonga             |
|              | Tahiti    | 18 | 0 | Samoa américaines |
| 8 juin 2000  | Tahiti    | 2  | 1 | Samoa             |
|              | Îles Cook | 2  | 1 | Tonga             |
| 10 juin 2000 | Îles Cook | 3  | 0 | Samoa américaines |
|              | Tahiti    | 8  | 1 | Tonga             |
| 12 juin 2000 | Samoa     | 6  | 1 | Samoa américaines |
|              | Tahiti    | 2  | 0 | Îles Cook         |
| 14 juin 2000 | Tonga     | 2  | 1 | Samoa américaines |
|              | Îles Cook | 3  | 2 | Samoa             |

## Victoires
3 victoires
- Tahiti - 1994, 1998 et 2000